# Resolution 1515 des UN-Sicherheitsrates
Die Resolution 1515 des UN-Sicherheitsrates wurde am 19. November 2003 auf der 4862. Sitzung des UN-Sicherheitsrates einstimmig angenommen.
Zunächst wird auf die Gültigkeit der vorhergehenden Resolutionen 242 (1967), 338 (1973) und 1397 (2002), sowie die Grundsätze von Madrid (Prinzipienerklärung über die vorübergehende Selbstverwaltung) hingewiesen.
Dann wird verlangt, dass alle Gewalthandlungen, Terrorakte, Provokationen und Zerstörungen eingestellt werden.
Der Fahrplan des Quartetts für eine dauerhafte Zwei-Staaten-Lösung zur Beilegung des israelisch-palästinensischen Konflikts wird ausdrücklich unterstützt.
Die Parteien werden aufgefordert, in Zusammenarbeit mit dem Quartett ihre Verpflichtungen nach dem „Fahrplan“ zu erfüllen und die Vision von zwei Staaten, die in Frieden und Sicherheit leben, zu verwirklichen.